# 2008년 러시아 대통령 선거

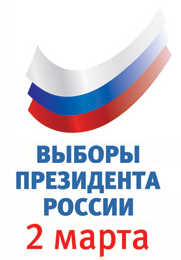
선거 로고

2008년 3월 2일 러시아에서 대통령 선거가 열렸고, 그 결과 드미트리 메드베데프가 제3대 러시아 대통령으로 선출되었다. 메드베데프는 현직 대통령 블라디미르 푸틴과 5개 정당(통합 러시아, 공정 러시아, 러시아 농업당, 시민 권력, 러시아 환경당 "녹색당")의 지지를 받아 4년 임기로 선출되었으며, 71%의 득표율을 얻어 러시아 연방공산당의 겐나디 주가노프와 러시아 자유민주당의 블라디미르 지리놉스키를 물리쳤다.
선거의 공정성은 논란이 되었고, 공식 감시 단체들은 서로 상반되는 보고서를 제출했다. 일부는 선거가 자유롭고 공정했다고 보고한 반면, 다른 일부는 모든 후보자가 동등한 미디어 보도를 받지 못했으며 모스크바 크렘린에 대한 야당이 불공정하게 대우받았다고 보고했다. 감시 단체들은 다른 여러 불규칙성을 발견했다. 유럽 선거 감시 단체인 PACE는 이 선거를 "자유롭지도 공정하지도 않다"고 특징지었다.
유럽 안보 협력 기구(OSCE) 선거 감시단은 러시아 정부가 감시자들에게 "심각한 제약을 가했다"는 이유로 선거 감시를 거부했으며, 러시아는 이 결정을 "용납할 수 없다"고 비난하며 강력히 거부했다.

## 후보자

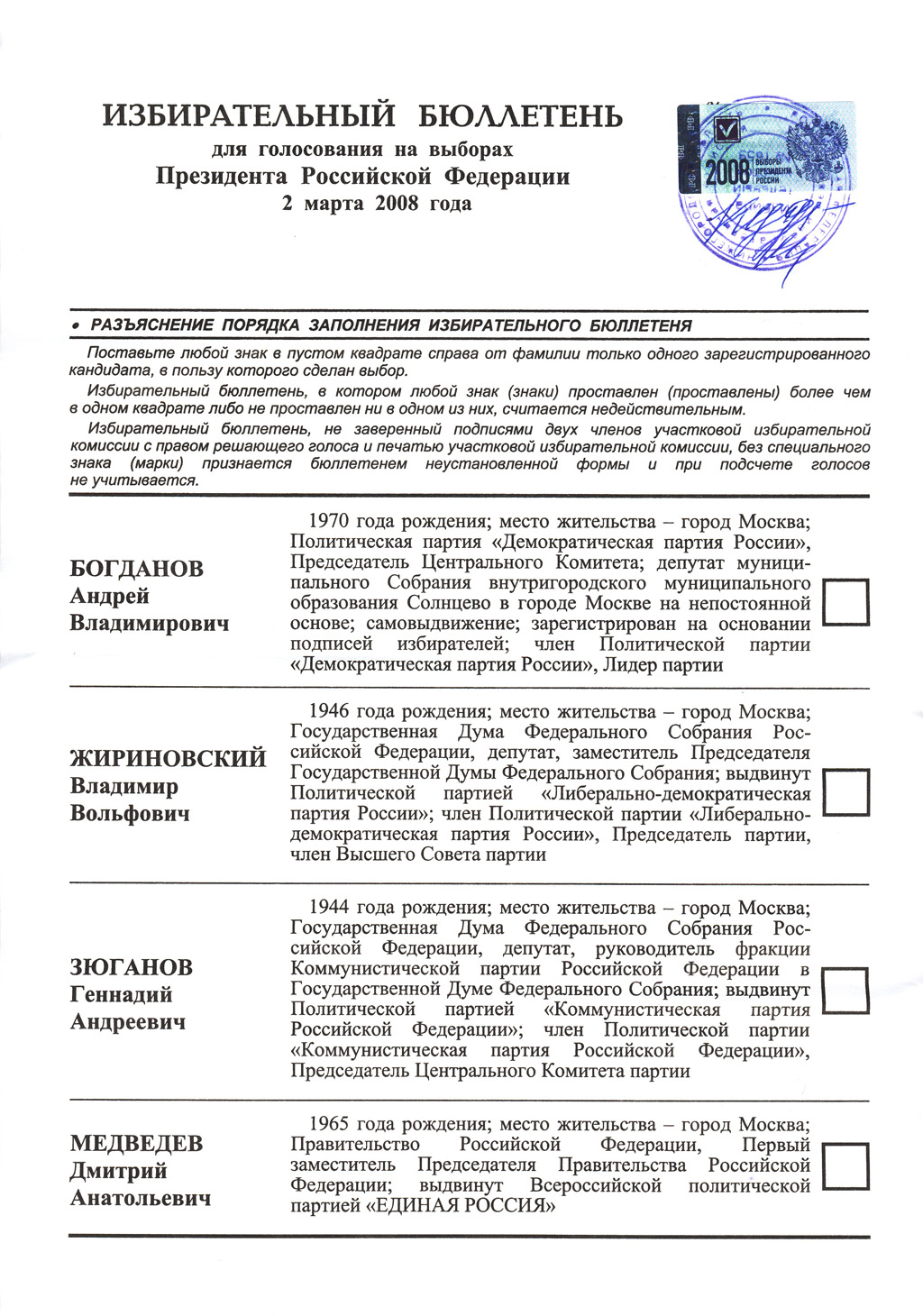
대통령 후보자들을 나열한 선거 투표용지

### 등록된 후보자
후보자들은 투표용지에 나타나는 순서(러시아어 알파벳 순서)로 나열된다.
| 후보자 이름, 나이, 정당                        | 후보자 이름, 나이, 정당 | 후보자 이름, 나이, 정당 | 정치적 직책                                                          | 세부 사항 | 등록 날짜        |
| ---------------------------------------------- | ----------------------- | ----------------------- | -------------------------------------------------------------------- | --- | ---------------- |
| 안드레이 보그다노프 (38) 민주당 (캠페인)       |                         |                         | 민주당 대표 (2005–2014) 러시아 그랜드 롯지 그랜드 마스터 (2007–현재) | 1월 24일 후보로 등록되었다. 보그다노프는 자신의 지명에 너무 많은 위조 서명을 제공한 혐의로 조사를 받았으나, 혐의가 입증되더라도 후보직이 박탈되지 않을 것이라고 보도되었다. 38세의 그는 2018년까지 유지될 러시아 최연소 대통령 후보 기록을 세웠다. | 2008년 1월 24일  |
| 블라디미르 지리놉스키 (61) 자유민주당 (캠페인) |                         |                         | 국가두마 의원 (1993–2022) 자유민주당 대표 (1991–2022)                | 지리놉스키는 이전에 1991년, 1996년, 2000년에 세 차례 대통령 선거에 출마했다. 그의 최고 성적은 7.81% 지지율로 3위였다. 12월 26일 후보로 등록되었다.                                                                                                 | 2007년 12월 26일 |
| 겐나디 주가노프 (63) 공산당 (캠페인)           |                         |                         | 국가두마 의원 (1993–현재) 공산당 대표 (1993–현재)                    | 주가노프는 1996년(몇 퍼센트 부족으로 낙선)과 2000년에 대통령에 출마했지만, 2004년에는 출마하지 않았다. 2007년 12월 15일, 218표 중 215표의 찬성으로 공식 지명되었다. 12월 26일 후보로 등록되었다.                                                   | 2007년 12월 26일 |
| 드미트리 메드베데프 (42) 통합 러시아 (캠페인)  |                         |                         | 러시아 제1부총리 (2005–2008) 모스크바 크렘린 수석 보좌관 (2003–2005) | 메드베데프는 통합 러시아 당에 의해 지명되었으며, 공정 러시아당, 농업당, 녹색당 및 시민 권력당의 지지를 받았다. 또한 그는 현직 대통령 블라디미르 푸틴의 지지를 받았다.                                                                              | 2008년 1월 21일  |

### 철회한 후보자
| 후보자 이름, 나이, 정당               | 후보자 이름, 나이, 정당 | 후보자 이름, 나이, 정당 | 정치적 직책 | 세부 사항 | 등록 날짜        | 철회 날짜        |
| ------------------------------------- | ----------------------- | ----------------------- | --- | --- | ---------------- | ---------------- |
| 보리스 넴초프 (48) 우파 연합 (캠페인) |                         |                         | 국가두마 의원 (1999–2003) 러시아 부총리 (1997–1998) 러시아 연료 및 에너지 장관 (1997) 니즈니노브고로드주 주지사 (1991–1997) | 넴초프는 2007년 12월 18일 우파 연합에 의해 지명되었으며 12월 22일 후보로 등록되었다. 그는 12월 26일 후보직을 철회하고 지지자들에게 대신 미하일 카시야노프에게 투표할 것을 요청했다. | 2007년 12월 22일 | 2007년 12월 26일 |

## 선거 운동

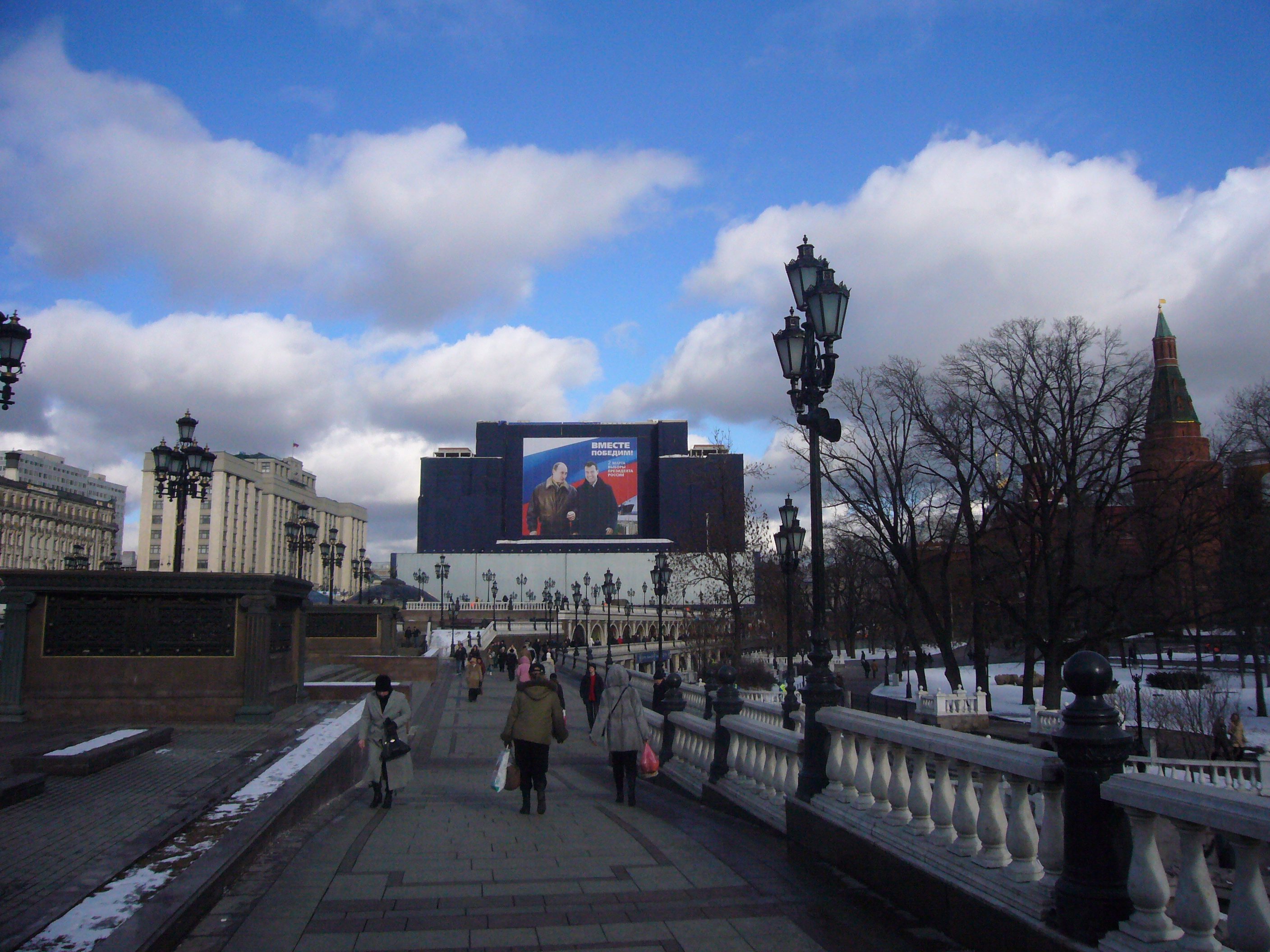
모스크바 마네시 광장에 걸린 메드베데프 선거 포스터

제1부총리로 임명된 후, 많은 정치 분석가들은 메드베데프가 2008년 대통령 선거에서 푸틴의 후계자로 지명될 것으로 예상했다. 세르게이 이바노프와 빅토르 줍코프와 같은 다른 잠재적 후보들이 있었지만, 2007년 12월 10일 푸틴 대통령은 메드베데프가 자신이 선호하는 후계자라고 발표했다. 푸틴을 지지하는 4개 정당(통합 러시아, 공정 러시아, 러시아 농업당, 시민 권력)도 메드베데프를 자신들의 후보로 선언했다. 통합 러시아는 2007년 12월 17일에 당 대회를 열어 대의원들의 비밀 선거를 통해 메드베데프를 2008년 대통령 선거 후보로 공식 지지했다. 그는 2007년 12월 20일 중앙선거관리위원회에 공식적으로 후보 등록을 했고, 현행법상 대통령은 다른 직책을 겸할 수 없으므로 가스프롬 회장직에서 물러날 것이라고 말했다. 가스프롬과 메드베데프에 가까운 소식통은 베도모스티 신문에 메드베데프가 푸틴에 의해 가스프롬에서 교체될 수도 있다고 말했다. 그의 등록은 2008년 1월 21일 러시아 중앙선거관리위원회에 의해 공식적으로 유효하다고 받아들여졌다.

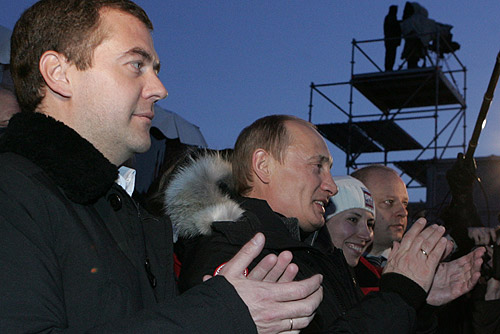
선거 운동 행사에서 푸틴과 함께한 메드베데프

2008년 1월, 메드베데프는 지역 방문과 함께 대통령 선거 운동을 시작했다.
그가 지지된 이후 첫 연설에서 메드베데프는 대통령이 되면 블라디미르 푸틴을 총리직에 임명하여 러시아 정부를 이끌게 할 것이라고 발표했다. 헌법적으로 3연임 대통령 임기가 금지되었지만, 이러한 역할은 푸틴이 러시아 정치에서 영향력 있는 인물로 계속 활동할 수 있도록 할 것이다. 푸틴은 메드베데프가 대통령으로 당선되면 총리직을 수락할 것이라고 다짐했다. 선거 포스터에는 "함께 승리하자" ("Вместе победим")라는 슬로건과 함께 두 사람이 나란히 그려져 있었다.

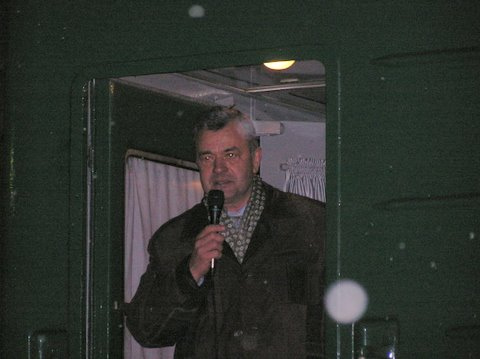
휘슬스톱 투어를 진행하는 지리놉스키

2월 20일 즈베즈다 TV에서 진행된 사전 선거 토론에서 보그다노프의 대표인 니콜라이 고차는 블라디미르 지리놉스키와 그의 당이 지지자들에게 거짓말을 하고 배신했다고 비난했다. 그는 그들이 공개적으로 비판하는 정부 이니셔티브에 찬성표를 던졌다고 비난했다. 지리놉스키는 격렬하게 반박하며 고차를 모욕하고 "병든 남자, 정신분열증 환자", "개자식"이라고 부르며 카메라가 꺼지자 그를 때렸다. 보그다노프와 고차는 지리놉스키를 상대로 소송을 제기했다. 2월 28일 다른 토론에서 보그다노프는 지리놉스키와 개인적인 대화를 나눴고, 후자가 자신의 생명을 위협하고 소송을 철회할 것을 요구했다고 주장했다.

## 여론 조사
선거 전에 실시된 여론 조사에 따르면, 드미트리 메드베데프, 블라디미르 푸틴이 선호하는 후계자로 지지한 후보에게 투표할 것이라고 응답한 사람이 최대 82%에 달했다. 두 번째로 인기 있는 후보는 러시아 공산당의 겐나디 주가노프로, 6%에서 15%의 득표율을 얻을 것으로 예상되었다.
블라디미르 푸틴이 2007년 의회 선거에서 통합 러시아의 선거 명부를 이끌 것이라고 발표한 후 9월에 실시된 유리 레바다 분석 센터의 여론 조사에 따르면, 세르게이 이바노프와 드미트리 메드베데프가 각각 34%와 30%의 득표율로 압도적인 선두를 보였다. 빅토르 줍코프와 세르게이 글라지예프는 각각 4%의 득표율을 얻는 데 그쳤다.

## 진행
유럽 안보 협력 기구는 국제 선거 기준 감시 단체로서 러시아 정부가 감시단에게 심각한 제약을 가했다는 이유로 선거 감시를 거부했다. 몇 주간의 협상 끝에 러시아는 ODIHR 임무를 위한 감시자 수를 늘리고 방문 기간을 연장하는 데 동의했지만, ODIHR은 여전히 그 제안이 자신들의 요구 사항을 충족하지 못한다고 주장하며, 선거 운동을 효과적으로 감시하기 위해 모스크바가 제안한 날짜보다 5일 이른 2월 15일에 최소 50명의 감시자를 러시아로 파견해야 한다고 주장했다.
러시아는 국제 의무를 완전히 준수하고 있으며 400명의 감시자 초대가 국제 표준을 충족한다고 주장하며 응답했다. 러시아는 OSCE가 분쟁을 정치화하려고 시도하고 있으며, 처음부터 ODIHR의 의도가 선거를 보이콧하는 것이었다고 의심하며, ODIHR이 "기본적인 윤리 규범에 대한 경멸을 보였다... 이는 처음부터 ODIHR이 상호 수용 가능한 감시 조건을 합의하려고조차 하지 않았음을 나타내는 것 같다"고 말했다.

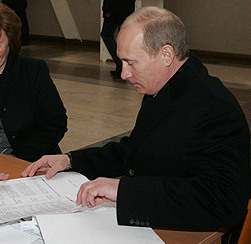
선거에 투표하는 블라디미르 푸틴

러시아 외무부 대변인 미하일 카미닌은 "ODIHR은 자신들의 입장에 대한 명확한 설명 없이 타협을 단호히 거부했다. 우리는 그러한 행동이 용납할 수 없다고 생각한다"고 말했다. 카미닌은 모스크바가 OSCE의 거부에 "깊이 유감"을 표하며, OSCE가 일반적으로 선거 1~2주 전에 10~20명의 전문가를 파견하여 선거 운동을 관찰하는 조직인데도 불구하고 러시아에 대한 정치적 편견을 보였다고 비난했다.
선거 중 비스크 선거관리위원회 위원 9명 중 3명이 프리옵스키 지구에서 만연한 위조를 이유로 의정서 서명을 거부하는 사건이 발생했다. 나머지 위원회는 선거 중에는Alleged 남용이 보고되지 않았으므로 의정서를 승인하기로 결정했다.
유럽 선거 감시 단체인 PACE는 이 선거를 "자유롭지도 공정하지도 않다"고 특징지었다.
GOLOS 감시단 대표들은 "선거일은 국가두마 선거일과는 달리 비교적 조용한 분위기에서 진행되었다. 투표소 근처에서의 선거 운동, 유권자 수송, 유권자 협박 등 당시 관찰되었던 대규모 위반은 거의 존재하지 않았다"고 밝혔다. 그러나 그들은 선거에서 불규칙성을 보고했다.
독립국가연합 옵서버 임무단은 선거가 자유롭고 공정하며 국제 기준에 부합한다고 말했다.

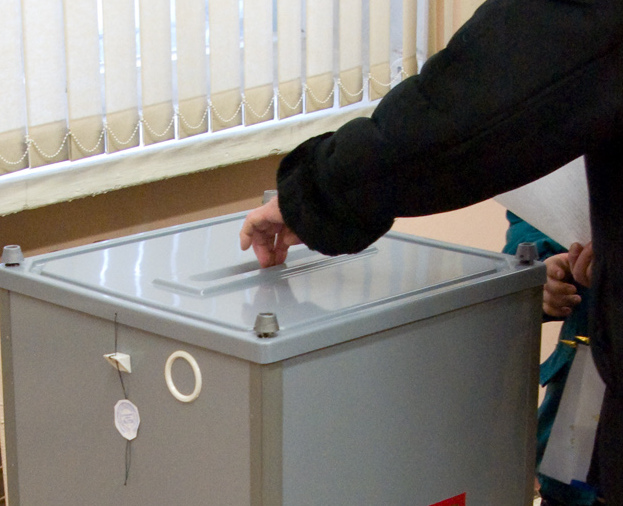
유권자가 투표소 투표함에 투표지를 넣는 모습

상하이 협력 기구의 감시단은 선거가 자유롭고 공정하며 국제 기준에 부합한다고 말했다.
유럽 평의회 의회의 한 감시단은 선거 결과가 "불행히도 민주적 잠재력이 발휘되지 못한 유권자의 의지를 반영한다"고 밝혔다. 그들은 "이 나라에서 지난 8년간의 국민투표 성격이 강했던 선거에서 러시아 국민은 현직 대통령과 그가 지지하는 후보와 관련된 안정과 연속성을 위해 투표했다. 당선된 대통령은 대다수 러시아인으로부터 확고한 위임을 받을 것이다"라고 말했다.
러시아 선거관리위원회 위원장 블라디미르 추로프는 대통령 선거 미디어 보도가 "공정했지만 동등하지는 않았다"고 말했다.
디 이코노미스트는 인테르팍스 소유의 미디어 데이터베이스 SCAN의 수치에 따르면 메드베데프가 1,000개의 다른 뉴스 출처에서 그의 세 라이벌보다 6배 이상 더 많이 언급되었다고 보도했지만, 이는 메드베데프가 국영 가스 독점 기업인 가스프롬의 회장으로서 높은 직책을 맡고 있었기 때문일 수 있다고 언급했다.
인터내셔널 헤럴드 트리뷴의 보고서는 메드베데프의 당선을 "푸틴이 8년 전 취임한 이후 정부, 기업, 언론에 대한 통제를 강화하려는 노력의 정점"이라고 묘사했다.
러시아 노바야 가제타는 위조된 선거 의정서와 독립 참관인들이 선거 과정을 감시하는 것이 허용되지 않는 경우가 있었다고 주장했다. 언론인 빅토르 쉔데로비치는 독립 참관인에 따르면 특정 북캅카스 지역에서 유권자의 3.5%만이 선거에 참여했지만, 중앙선거관리위원회는 90% 이상의 투표율을 보고했다고 주장한다.

## 결과
메드베데프는 농업당, 공정 러시아, 러시아 환경당 - "녹색당" 및 시민 권력의 지지를 받았지만, 공식적으로는 통합 러시아 후보로 지명되었다.
|-
| ||||{{{정당}}}||{{{득표수}}}표||{{{득표율}}}%|| ||

### 연방 주체별 결과
| 아디게야 공화국             | 151,441   | 69.77 | 46,686  | 21.51 | 15,092  | 6.95  | 1,861  | 0.86 |
| 알타이 변경주               | 736,578   | 60.35 | 284,159 | 23.28 | 170,214 | 13.95 | 13,930 | 1.14 |
| 알타이 공화국               | 80,463    | 73.82 | 17,206  | 15.79 | 7,937   | 8.20  | 1,123  | 1.03 |
| 아무르주                    | 287,525   | 63.62 | 79,329  | 19.76 | 63,972  | 14.15 | 5,066  | 1.12 |
| 아르한겔스크주              | 417,355   | 66.98 | 116,981 | 18.77 | 72,472  | 11.63 | 10,475 | 1.68 |
| 아스트라한주                | 380,350   | 75.28 | 87,345  | 17.29 | 29,298  | 5.80  | 3,780  | 0.75 |
| 바시코르토스탄 공화국       | 2,315,467 | 88.01 | 208,679 | 7.93  | 75,500  | 2.87  | 15,859 | 0.60 |
| 벨고로드주                  | 638,068   | 68.96 | 200,170 | 21.64 | 63,123  | 6.82  | 8,863  | 0.96 |
| 브랸스크주                  | 405,819   | 61.82 | 179,510 | 27.34 | 56,409  | 8.59  | 6,561  | 0.99 |
| 부랴티야 공화국             | 342,736   | 70.84 | 89,315  | 18.46 | 40,110  | 8.29  | 5,007  | 1.03 |
| 체첸 공화국                 | 474,778   | 88.70 | 11,723  | 2.19  | 43,617  | 8.15  | 4,533  | 0.85 |
| 첼랴빈스크주                | 1,214,028 | 65.63 | 374,066 | 20.22 | 209,106 | 11.30 | 28,443 | 1.54 |
| 축치 자치구                 | 26,180    | 81.41 | 2,306   | 7.17  | 2,825   | 8.78  | 403    | 1.25 |
| 추바시야 공화국             | 466,170   | 66.48 | 158,270 | 22.57 | 56,021  | 7.99  | 7,064  | 1.01 |
| 다게스탄 공화국             | 1,190,974 | 91.92 | 93,873  | 7.24  | 6,351   | 0.49  | 1,975  | 0.15 |
| 인구셰티야 공화국           | 140,442   | 91.66 | 2,258   | 1.47  | 10,257  | 6.69  | 165    | 0.11 |
| 이바노보주                  | 302,963   | 64.92 | 94,049  | 20.15 | 57,263  | 12.27 | 6,877  | 1.47 |
| 이르쿠츠크주                | 738,793   | 61.24 | 263,217 | 21.82 | 169,507 | 14.05 | 19,854 | 1.65 |
| 유대인 자치주               | 61,587    | 67.39 | 18,170  | 19.88 | 9,102   | 9.96  | 1,048  | 1.15 |
| 칼리닌그라드주              | 269,257   | 62.09 | 100,667 | 23.21 | 50,599  | 11.67 | 6,997  | 1.61 |
| 카바르디노발카리야 공화국   | 421,551   | 88.80 | 41,075  | 8.65  | 10,787  | 2.27  | 757    | 0.16 |
| 칼미키야 공화국             | 102,407   | 71.56 | 31,908  | 22.30 | 5,926   | 4.14  | 1,380  | 0.96 |
| 칼루가주                    | 352,446   | 65.54 | 117,318 | 21.82 | 53,235  | 9.90  | 7,494  | 1.39 |
| 캄차카 변경주               | 106,085   | 69.39 | 22,679  | 14.83 | 19,748  | 12.92 | 2,309  | 1.51 |
| 카라차예보체르케시야 공화국 | 252,197   | 90.35 | 22,104  | 7.92  | 3,581   | 1.28  | 523    | 0.19 |
| 카렐리야                    | 211,670   | 67.25 | 54,398  | 17.28 | 39,420  | 12.52 | 5,474  | 1.74 |
| 케메로보주                  | 1,212,873 | 70.51 | 145,401 | 8.45  | 258,547 | 15.03 | 47,304 | 2.75 |
| 하바롭스크 변경주           | 499,291   | 64.12 | 141,191 | 18.13 | 110,306 | 14.17 | 15,756 | 2.02 |
| 한티만시 자치구             | 528,499   | 66.68 | 114,779 | 14.48 | 126,235 | 15.93 | 12,714 | 1.60 |
| 하카시야 공화국             | 147,208   | 60.47 | 55,469  | 22.79 | 33,750  | 13.86 | 3,614  | 1.47 |
| 키로프주                    | 608,713   | 76.29 | 112,991 | 14.16 | 57,879  | 7.25  | 7,830  | 0.98 |
| 코미 공화국                 | 385,447   | 71.74 | 79,451  | 14.79 | 59,601  | 11.09 | 6,770  | 1.26 |
| 코스트로마주                | 226,361   | 62.44 | 82,380  | 22.72 | 45,713  | 12.61 | 4,693  | 1.29 |
| 크라스노다르 변경주         | 2,332,581 | 75.06 | 522,725 | 16.82 | 185,683 | 5.97  | 25,771 | 0.83 |
| 크라스노야르스크 변경주     | 814,842   | 62.47 | 268,938 | 20.62 | 183,476 | 14.07 | 18,881 | 1.14 |
| 쿠르간주                    | 319,482   | 64.93 | 101,569 | 20.64 | 52,147  | 12.63 | 5,149  | 1.05 |
| 쿠르스크주                  | 407,232   | 64.27 | 138,256 | 21.82 | 74,192  | 11.71 | 6,447  | 1.02 |
| 레닌그라드주                | 556,250   | 70.19 | 142,098 | 17.93 | 74,662  | 0.42  | 10,651 | 1.34 |
| 리페츠크주                  | 482,210   | 65.84 | 159,575 | 21.78 | 70,130  | 21.79 | 8,952  | 1.22 |
| 마가단주                    | 53,870    | 63.07 | 17,168  | 20.10 | 11,841  | 13.86 | 1,304  | 1.53 |
| 마리옐 공화국               | 329,257   | 77.22 | 61,497  | 14.42 | 26,643  | 6.25  | 4,153  | 0.97 |
| 모르도비야 공화국           | 551,382   | 90.31 | 41,473  | 6.79  | 12,814  | 2.10  | 1,541  | 0.25 |
| 모스크바주                  | 2,654,108 | 70.41 | 678,746 | 18.01 | 320,243 | 8.50  | 54,525 | 1.45 |
| 모스크바                    | 3,285,990 | 71.52 | 756,936 | 16.48 | 347,329 | 7.56  | 93,714 | 2.04 |
| 무르만스크주                | 302,757   | 65.26 | 84,638  | 18.24 | 62,029  | 13.37 | 8,406  | 1.81 |
| 네네츠 자치구               | 14,614    | 61.54 | 4,257   | 17.92 | 4,054   | 17.07 | 440    | 1.85 |
| 니즈니노브고로드주          | 1,133,124 | 61.84 | 438,282 | 23.92 | 209,801 | 11.45 | 27,096 | 1.48 |
| 북오세티야-알라니아 공화국  | 259,910   | 73.35 | 69,189  | 19.53 | 16,350  | 4.61  | 2,007  | 0.57 |
| 노브고로드주                | 210,145   | 65.81 | 64,459  | 20.18 | 36,813  | 11.53 | 4,519  | 1.42 |
| 노보시비르스크주            | 823,201   | 61.90 | 326,591 | 24.56 | 143,606 | 10.80 | 19,479 | 1.46 |
| 옴스크주                    | 803,187   | 63.04 | 278,540 | 21.86 | 154,318 | 12.11 | 19,343 | 1.52 |
| 오렌부르크주                | 626,850   | 60.81 | 271,126 | 26.30 | 111,290 | 10.80 | 11,259 | 1.09 |
| 오룔주                      | 331,467   | 66.38 | 113,670 | 22.76 | 40,614  | 8.13  | 4,690  | 0.94 |
| 펜자주                      | 331,467   | 71.40 | 158,862 | 19.04 | 54,209  | 6.50  | 7,601  | 0.91 |
| 페름 변경주                 | 790,268   | 67.30 | 196,124 | 16.70 | 155,391 | 13.23 | 17,752 | 1.51 |
| 프리모르스키 변경주         | 620,968   | 63.84 | 191,401 | 19.68 | 129,205 | 13.28 | 15,526 | 1.60 |
| 프스코프주                  | 280,085   | 70.16 | 81,144  | 20.32 | 30,197  | 7.56  | 3,618  | 0.91 |
| 로스토프주                  | 1,772,595 | 76.94 | 351,889 | 15.27 | 141,353 | 6.14  | 19,685 | 0.85 |
| 랴잔주                      | 364,460   | 60.82 | 145,207 | 24.23 | 72,123  | 12.04 | 8,653  | 1.44 |
| 상트페테르부르크            | 1,652,529 | 72.27 | 383,495 | 16.77 | 167,868 | 7.34  | 42,555 | 1.86 |
| 사하 공화국                 | 302,060   | 67.78 | 91,503  | 20.53 | 37,743  | 8.47  | 7,701  | 1.73 |
| 사마라주                    | 933,605   | 64.08 | 329,681 | 22.63 | 157,237 | 10.79 | 18,629 | 1.28 |
| 사라토프주                  | 1,110,004 | 75.62 | 237,553 | 16.25 | 91,094  | 6.21  | 12,055 | 0.82 |
| 사할린주                    | 141,315   | 63.52 | 47,300  | 21.26 | 27,235  | 12.24 | 3,761  | 1.69 |
| 스베르들롭스크주            | 1,432,010 | 68.98 | 273,629 | 13.18 | 302,887 | 14.59 | 34,588 | 1.67 |
| 스몰렌스크주                | 319,842   | 59.26 | 132,427 | 24.54 | 71,817  | 13.31 | 7,497  | 1.39 |
| 스타브로폴 변경주           | 827,517   | 64.79 | 295,813 | 23.16 | 127,003 | 9.94  | 13,297 | 1.04 |
| 탐보프주                    | 483,117   | 72.51 | 128,765 | 19.33 | 35,877  | 5.38  | 5,104  | 0.77 |
| 타타르스탄 공화국           | 1,867,921 | 79.24 | 304,789 | 12.93 | 130,820 | 5.55  | 28,975 | 1.23 |
| 톰스크주                    | 297,048   | 64.12 | 88,744  | 19.16 | 61,322  | 13.24 | 8,933  | 1.93 |
| 툴라주                      | 585,958   | 67.80 | 177,133 | 20.49 | 77,382  | 8.95  | 10,140 | 1.17 |
| 투바 공화국                 | 118,091   | 89.32 | 7,638   | 5.78  | 4,174   | 3.16  | 772    | 0.58 |
| 트베리주                    | 519,380   | 67.57 | 147,434 | 19.18 | 83,234  | 10.83 | 9,911  | 1.29 |
| 튜멘주                      | 676,848   | 78.88 | 80,885  | 9.43  | 80,995  | 9.44  | 10,063 | 1.17 |
| 우드무르티야 공화국         | 551,026   | 70.46 | 126,537 | 16.18 | 84,527  | 10.81 | 10,913 | 1.40 |
| 울리야놉스크주              | 443,115   | 66.93 | 141,326 | 21.35 | 60,690  | 9.17  | 8,059  | 1.22 |
| 블라디미르주                | 433,585   | 64.05 | 147,833 | 21.84 | 78,084  | 11.53 | 9,557  | 1.41 |
| 볼고그라드주                | 743,775   | 62.27 | 289,613 | 24.25 | 135,793 | 11.37 | 13,235 | 1.11 |
| 볼로그다주                  | 451,220   | 68.54 | 105,319 | 16.02 | 84,554  | 12.86 | 9,622  | 1.46 |
| 보로네시주                  | 886,362   | 66.27 | 301,963 | 22.58 | 119,728 | 8.95  | 12,642 | 0.95 |
| 야말로네네츠 자치구         | 268,755   | 83.86 | 23,174  | 7.23  | 23,686  | 7.39  | 2,780  | 0.87 |
| 야로슬라블주                | 404,566   | 63.58 | 131,368 | 20.64 | 79,769  | 12.54 | 10,221 | 1.61 |
| 자바이칼 변경주             | 375,407   | 65.81 | 98,958  | 17.35 | 84,151  | 14.75 | 5,801  | 1.02 |
| 기타                        |           |       |         |       |         |       |        |      |
| 바이코누르 (카자흐스탄)     | 10,049    | 79.22 | 1,255   | 9.89  | 1,129   | 8.90  | 133    | 1.05 |
| 해외 거주자 투표            | 283,298   | 85.80 | 24,932  | 7.55  | 14,695  | 4.45  | 3,736  | 1.13 |
| Source: CEC                 |           |       |         |       |         |       |        |      |

### 반응
Russia Today에 따르면, 많은 서방 언론은 러시아 대통령 선거를 단순한 farce로 묘사했다. 이 언론은 선거 조작 주장이 참여한 다양한 국제 선거 감시 단체에 의해 지지되지 않았다고 보도했다.
정치 분석가이자 통합 러시아 당원인 세르게이 마르코프는 이번 여론 조사의 결과는 러시아 국민이 블라디미르 푸틴의 정책에 얼마나 많은 지지를 보여주는지에 따라 이미 결정된 것이라고 말했다. 그는 "러시아 국민은 이러한 정책이 얼마나 성공적이었는지 보았고, 그들이 계속되기를 원한다"고 말한다. 마르코프는 서방이 우크라이나와 조지아에서 했던 것처럼 선거에 개입하여 흐름을 바꿀 것이라는 우려를 언급했다.

## 같이 보기
- 대머리-털보